# Dichochrysa militaris
Dichochrysa militaris is een insect uit de familie van de gaasvliegen (Chrysopidae), die tot de orde netvleugeligen (Neuroptera) behoort. 
Dichochrysa militaris is voor het eerst wetenschappelijk beschreven door Hölzel & Ohm in 2000.